# InnerSpeaker
Innerspeaker é o álbum de estreia do projeto de música psicodélica australiano Tame Impala, lançado em 21 de maio de 2010 pela Modular Recordings. A maioria das faixas foram realizadas por Kevin Parker. O álbum foi reconhecido como um dos 100 Melhores Álbuns Desta Década Até Agora pela Pitchfork, em Agosto de 2014.

## Faixas
| N.º            | Título                             | Duração |  |
| 1.             | "It Is Not Meant to Be"            | 5:22    |  |
| 2.             | "Desire Be Desire Go"              | 4:26    |  |
| 3.             | "Alter Ego"                        | 4:47    |  |
| 4.             | "Lucidity"                         | 4:31    |  |
| 5.             | "Why Won't You Make Up Your Mind?" | 3:19    |  |
| 6.             | "Solitude Is Bliss"                | 3:55    |  |
| 7.             | "Jeremy's Storm"                   | 5:28    |  |
| 8.             | "Expectation"                      | 6:02    |  |
| 9.             | "The Bold Arrow of Time"           | 4:24    |  |
| 10.            | "Runway, Houses, City, Clouds"     | 7:15    |  |
| 11.            | "I Don't Really Mind"              | 3:46    |  |
| Duração total: | Duração total:                     | 53:15   |  |

## Ficha técnica
Tame Impala
- Kevin Parker – gravação, produção; todos os vocais e instrumentos
- Dom Simper – baixo, guitarra adicional e efeitos sonoros adicionais
- Jay Watson – bateria e guitarra

Produção
- Tim Holmes – engenheiro de som;
- Dave Fridmann – mixagem
- Dave Calbi – masterização

Administração e Design
- Jodie Regan – administração
- Leif Podhajsky – design da capa